# Joy (Yuki)
Joy è il terzo album solista della cantante giapponese Yuki, pubblicato il 23 febbraio 2005.

## Il disco
Joy è composto da 13 tracce j-pop e, dopo la scrematura del precedente commune, perde completamente le sfumature rock dei lavori precedenti della cantante giapponese. Come consuetudine alcune canzoni, oltre ai titoli, contengono diverse frasi in inglese.
Le canzoni hanno tutte un tema piuttosto allegro e mantengono una certa omogeneità spezzata soltanto da alcune parentesi più sperimentali quali Cider e Tinkerbell, canzone che comincia con un coro accompagnato soltanto dal battito delle mani. JOY, il secondo brano, dà il nome all'album e si avvale in larga parte di effetti digitali che possiamo ritrovare in diverse altre canzoni successive come la dolce Ai Shiaeba. Chiude l'opera Home Sweet Home, canzone carica di pathos accompagnata da archi possenti, colonna sonora del film Naruto the Movie: La primavera nel Paese della Neve, in cui YUKI presta anche la voce ad un personaggio.

## Tracce
1. Maiagare (舞い上がれ) - 3:54
2. JOY - 4:22
3. Hello Goodbye (ハローグッバイ) - 4:53
4. Walking on the skyline - 3:48
5. Sweet Seventeen (スウィートセブンティーン) - 3:35
6. Cider (サイダー) - 5:41
7. AIR WAVE - 4:18
8. WAGON - 4:34
9. Brake wa noo (ブレーキはノー) - 2:29
10. Kiss wo shiyō yo (キスをしようよ) - 3:21
11. Tinkerbell (ティンカーベル) - 4:48
12. Ai shiaeba (愛しあえば) - 3:56
13. Home Sweet Home - 4:44